# Carissa bispinosa
Espèce
Statut de conservation UICN

 LC  : Préoccupation mineure
Carissa bispinosa est une espèce de la famille des Apocynaceae. Ses noms vernaculaires sont  num-num forestier et carissa à épines Y.

## Description
Il s'agit d'un arbuste ou d'un petit arbre atteignant 5 m de haut. Ses fleurs parfumées présentent une corolle blanche. Le fruit est rouge lorsqu'il est mûr.

## Habitat et répartition
Carissa bispinosa vit dans les bois et les forêts entre 1 080 m et 1 630 m d'altitude.
Ce taxon se rencontre dans les pays suivants : Afrique du Sud, Angola, Botswana, Eswatini, Kenya, Lesotho, Malawi, Mozambique, Namibie, Ouganda, Tanzanie, Zimbabwe.

## Systématique
Le nom correct complet (avec auteur) de ce taxon est Carissa bispinosa (L.) Desf. ex Brenan.
L'espèce a été initialement classée dans le genre Arduina sous le basionyme Arduina bispinosa L..
Carissa bispinosa a pour synonymes :
- Arduina acuminata E.Mey.
- Arduina bispinosa L.
- Arduina erythrocarpa Eckl.
- Arduina megaphylla Gand.
- Carandas arduina S.Moore
- Carissa acuminata (E.Mey.) A.DC.
- Carissa arduina Lam.
- Carissa bispinosa subsp. zambesiensis Kupicha
- Carissa bispinosa var. acuminata (E.Mey.) Codd
- Carissa bispinosa var. bispinosa
- Carissa cordata Dinter
- Carissa cordata Fourc.
- Carissa dinteri Markgr.
- Carissa erythrocarpa (Eckl.) A.DC.
- Carissa myrtoides Desf.
- Carissa sessiliflora var. grandiflora Markgr.
- Carissa sessiliflora var. meridionalis Pichon
- Carissa sessiliflora var. orientalis Pichon
- Carissa sessiliflora Brongn.
- Carissa sessiliflora Brongn. ex Pichon
- Carissa wyliei N.E.Br.
- Jasminonerium acuminatum (E.Mey.) Kuntze
- Jasminonerium bispinosum (L.) Kuntze
- Jasminonerium erythrocarpum (Eckl.) Kuntze
- Lycium cordatum Mill.